# Musikverleger
Musikverleger ist die Bezeichnung für den Unternehmer, der Werke der Musik vervielfältigt und veröffentlicht, um sie einem breiten Publikum zugänglich zu machen. Sein Unternehmen ist der Musikverlag.

## Herstellung und Verbreitung von Noten
Bis vor wenigen Jahrzehnten standen der Notendruck (Notenstich) und der Verkauf oder die Vermietung der Notenausgaben im Mittelpunkt der musikverlegerischen Tätigkeit. Dagegen besteht die Hauptaufgabe heute vor allem im Wahrnehmen und Verwerten der an die Musikwerke geknüpften Vervielfältigungs- und Verbreitungsrechte.

## Großes Recht
Für die so genannten musikdramatischen Werke wie Oper, Musical und Ballettmusik werden auch heute noch fast immer für jedes einzelne Werk zwischen der einzelnen aufführenden Bühne und dem zuständigen Musikverlag ein Aufführungsvertrag geschlossen, der die Bühne berechtigt, das Werk öffentlich aufzuführen; man spricht auch vom so genannten großen Recht. Umfassende Regelungen hierzu, die jedoch nicht zwingend binden, legten der Deutsche Musikverleger-Verband, der Deutsche Bühnenverein und die öffentlich-rechtlichen Rundfunkanstalten in sogenannten Regelsammlungen fest.

## Kleines Recht
Weniger umfassend möglich ist die Sicherung und Wahrnehmung der Verbreitungsrechte von nicht bühnenmäßig aufgeführter Musik, also der Musik, die über Tonträger, Rundfunk und Fernsehen faktisch grenzenlos verbreitet werden kann. Man spricht hier vom sogenannten kleinen Recht. Fast alle Musikverleger bedienen sich hierzu der Verwertungsgesellschaften, die die Überwachung und Bezahlung der Musiknutzung im Auftrag wahrnehmen und sicherstellen. Die größte Verwertungsgesellschaft in Deutschland ist die GEMA, in der Schweiz die SUISA, in Österreich die AKM (1897), in Frankreich die SACEM (1851).